# Poder federatiu
El poder federatiu és el tercer poder que John Locke esmenta en la seva obra Dos Tractats sobre el Govern Civil, juntament amb el legislatiu i l'executiu. Aquest poder s'encarrega de les relacions de la comunitat amb l'exterior.
Actualment, aquest poder no existeix de forma independent, sinó que forma part de l'executiu. Concretament, és ostentat pels ministeris d'afers exteriors. 